# Amore e Psiche (Crespi)
Amore e Psiche è un dipinto a olio su tela realizzato dal pittore bolognese Giuseppe Maria Crespi. Si tratta dell'unica opera nota eseguita dall'artista sul tema di Amore e Psiche. 
Probabilmente realizzata nel 1709 su commissione di Ferdinando de' Medici, l'opera non compare però nell'inventario del 1713 delle collezioni di Ferdinando. Nel 1940 fu trasferita dagli Uffizi alla Villa medicea di Poggio a Caiano; l'opera rientrò agli Uffizi nel 1945 dopo essere stata portata in Germania.
Il dipinto fu restaurato nel 1990 da Stefano Scarpelli.

## Descrizione
L'opera rappresenta il momento in cui Psiche può finalmente posare gli occhi su Cupido, nonostante le fosse stato da lui stesso impedito, svegliandolo facendo cadere sul suo corpo una goccia di olio bollente proveniente dalla lucerna che tiene in mano. Questa lucerna accende in parte le forme dei due personaggi e le pieghe dei tendaggi, che risaltano nella penombra che avvolge il volto e la parte superiore del corpo di Amore, il quale tende la mano verso Psiche, come abbagliato dalla luce che lo sta illuminando.

## Mostre
L'opera fu esposta nelle seguenti mostre: Firenze 1922, Parigi 1935, Bologna 1948, Bologna 1990.